# Zimmermannia capillipes
Zimmermannia capillipes là một loài thực vật thuộc họ Euphorbiaceae. Đây là loài đặc hữu của Tanzania.